# Послідовність Маєра — Вієторіса
Послідовність Маєра — Вієторіса — довга точна послідовність, яка пов'язує гомології чи когомології топологічного простору з гомологіями чи когомологіями двох відкритих множин, що його покривають і їх перетину.
Названа на честь двох австрійських математиків, Вальтера Маєра і Леопольда Вієторіса.
Послідовність Маєра — Вієторіса є натуральною.
Послідовність Маєра — Вієторіса можна написати для різних теорій (ко)гомологій, зокрема сингулярних а також для всіх теорій, які задовольняють аксіоми Ейленберга — Стінрода. Вона також узагальнюється на випадок відносних (ко)гомологій.
Послідовність Маєра — Вієторіса є аналогом теореми Зейферта — Ван Кампена для фундаментальної групи.

## Формулювання
Припустимо, що топологічний простір X є рівним об'єднанню відкритих підмножин A і B. Тоді отримується точна послідовність, що і називається послідовністю Маєра — Вієторіса:
{\displaystyle {\begin{aligned}\cdots \rightarrow H_{n+1}(X)\,&{\xrightarrow {\partial _{*}}}\,H_{n}(A\cap B)\,{\xrightarrow {(i_{*},j_{*})}}\,H_{n}(A)\oplus H_{n}(B)\,{\xrightarrow {k_{*}-l_{*}}}\,H_{n}(X){\xrightarrow {\partial _{*}}}\\&\quad {\xrightarrow {\partial _{*}}}\,H_{n-1}(A\cap B)\rightarrow \cdots \rightarrow H_{0}(A)\oplus H_{0}(B)\,{\xrightarrow {k_{*}-l_{*}}}\,H_{0}(X)\rightarrow \,0.\end{aligned}}}
Відображення {\displaystyle i\colon A\cap B\to A}, {\displaystyle j\colon A\cap B\to B}, {\displaystyle k\colon A\to X}, {\displaystyle l\colon B\to X} є відображеннями включення і {\displaystyle \oplus } позначає пряму суму абелевих груп.

### Відображення границі
Відображення границі ∂* може бути задане в такий спосіб. Нехай елемент в Hn (X) представляється n-циклом х, який, при застосуванні барицентричного поділу наприклад, може бути записаний як сума двох n-ланцюгів u і v образи яких лежать повністю в A і B, відповідно. Таким чином, ∂х = ∂(u + v) = 0, так що ∂u = -∂v. Це означає, що образи обох цих граничних (n-1)-циклів містяться в перетині A∩B. Тоді ∂*([X]) це клас ∂u в Hn-1(A∩B). При цьому вибір розкладу  u + v  не впливає на [∂u].
Відображення в послідовності залежать від вибору порядку для A і B. Зокрема, границя змінює знак, якщо A і B міняються місцями.

### Редуковані гомології
Для редукованих гомологій також задовольняють послідовності Маєра — Вієторіса, в припущенні, що A І B мають непорожній перетин. Послідовність ідентична але закінчується, як:
{\displaystyle \cdots \rightarrow {\tilde {H}}_{0}(A\cap B)\,{\xrightarrow {(i_{*},j_{*})}}\,{\tilde {H}}_{0}(A)\oplus {\tilde {H}}_{0}(B)\,{\xrightarrow {k_{*}-l_{*}}}\,{\tilde {H}}_{0}(X)\rightarrow \,0.}

### Відносні гомології
Для відносних гомологій послідовність Маєра — Вієторіса записується як:
{\displaystyle \cdots \rightarrow H_{n}(A\cap B,C\cap D)\,{\xrightarrow {(i_{*},j_{*})}}\,H_{n}(A,C)\oplus H_{n}(B,D)\,{\xrightarrow {k_{*}-l_{*}}}\,H_{n}(X,Y)\,{\xrightarrow {\partial _{*}}}\,H_{n-1}(A\cap B,C\cap D)\rightarrow \cdots }

## Приклади використання

### Гомологія сфери

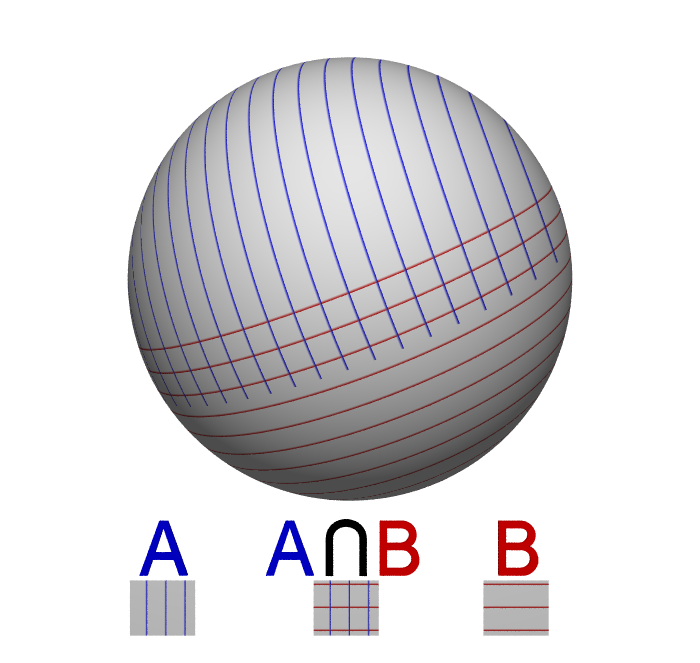
розклад сфери

Щоб обчислити гомології k-вимірної сфери  Sk , нехай A і B півсфери в X з перетином гомотопічно еквівалентним (k−1)-вимірній екваторіальній області. Оскільки k-вимірні півкулі є гомеоморфними k-вимірним кулям, групи гомологій  A і B  є тривіальними. Натомість їх перетин гомотопічно еквівалентний сфері розмірності (k−1).
Послідовність Маєра — Вієторіса має вигляд
 {\displaystyle \cdots \rightarrow 0\rightarrow {\tilde {H}}_{n}\left(S^{k}\right){\xrightarrow {\partial _{*}}}\,{\tilde {H}}_{n-1}\left(S^{k-1}\right)\rightarrow 0\rightarrow \cdots \!}
З точності послідовності випливає, що гомоморфізм ∂* є ізоморфізмом. Використовуючи редуковані гомології для 0-сфери (двох точок) в якості бази математичної індукції, одержуємо
 {\displaystyle {\tilde {H}}_{n}\left(S^{k}\right)\cong \delta _{kn}\,\mathbb {Z} =\left\{{\begin{matrix}\mathbb {Z} &n=k\\0&n\neq k\end{matrix}}\right.}

### Пляшка Клейна

Розклад Пляшки Клейна на дві стрічки Мебіуса, червону і синю.

Для обчислення гомологій пляшки Клейна, запишемо її, як об'єднання двох стрічок Мебіуса A і B склеєних уздовж їх граничної кола . Тоді A, B і їх перетин A∩ B є гомотопно еквівалентними колу. Нетривіальна частина послідовності дає
{\displaystyle 0\rightarrow H_{2}(X)\rightarrow \mathbb {Z} \ {\xrightarrow {\overset {}{\alpha }}}\ \mathbb {Z} \oplus \mathbb {Z} \rightarrow \,H_{1}(X)\rightarrow 0}
а з інших елементів послідовності випливає рівність нулю гомологій розмірностей більше, ніж 2. Образом 1 при відображенні α є (2, −2) оскільки граничне коло стрічки Мебіуса двічі обертається навколо центрального кола. Зокрема α є ін'єктивним відображенням, тож гомологічна група розмірності 2 також є нульовою. Нарешті, вибираючи (1, 0) і (1, -1) як базис для Z2, отримуємо
 {\displaystyle {\tilde {H}}_{n}\left(X\right)\cong \delta _{1n}\,(\mathbb {Z} \oplus \mathbb {Z} _{2})=\left\{{\begin{matrix}\mathbb {Z} \oplus \mathbb {Z} _{2}&n=1\\0&n\neq 1\end{matrix}}\right.}

### Тор

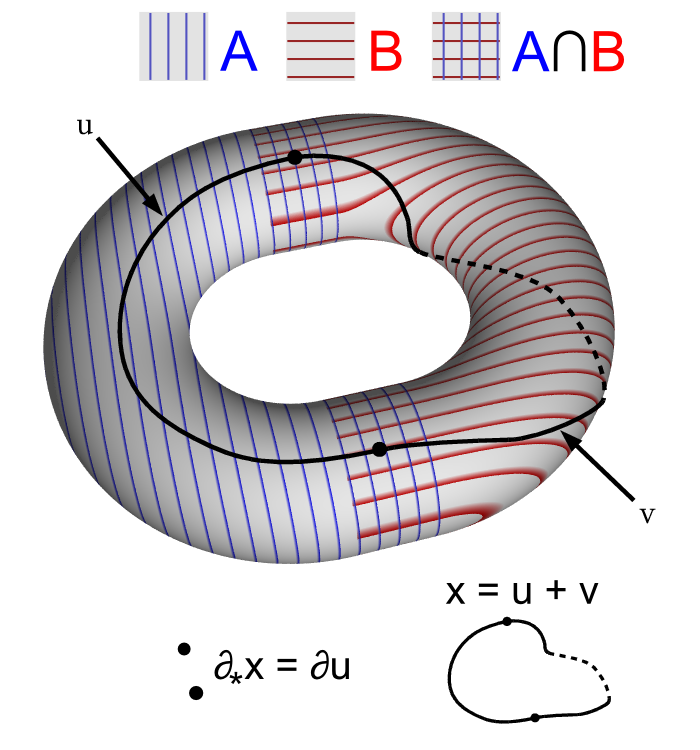
Відображення границі ∂_{*} на торі, де 1 цикл x = u + v — сума двох 1-ланцюгів, границя якої лежить в перетині A і B.

Нехай {\displaystyle X=\mathbf {T} ^{n}=S^{1}\times S^{1}}— звичайний тор. Тоді X = A∪B, де A і B є відкритими підмножинами як зображено на малюнку.
Множини A і B є гомотопно еквівалентними колу і тому їх групи гомологій рівні групам гомологій кола. Натомість A∩B є гомотопно еквівалентним двом окремим колам і тому його групи гомологій є рівними прямим сумам груп для двох кіл. Також {\displaystyle {\tilde {H}}_{0}(X)\simeq \mathbb {Z} .}
Нетривіальна частина послідовності для редукований гомологій має вигляд
{\displaystyle 0\rightarrow {\tilde {H}}_{2}(X)\rightarrow \mathbb {Z} \oplus \mathbb {Z} \ {\xrightarrow {\overset {}{\alpha }}}\ \mathbb {Z} \oplus \mathbb {Z} {\xrightarrow {\overset {}{\beta }}}\,{\tilde {H}}_{1}(X){\xrightarrow {\overset {}{\partial ^{*}}}}\mathbb {Z} \rightarrow 0}
а з інших елементів послідовності випливає рівність нулю гомологій розмірностей більше, ніж 2.
Відображенні α задане як {\displaystyle \alpha (n,m)=(n+m,-n-m)}. Ядром цього відображення є підгрупа елементів виду (n, -n), яка є ізоморфною групі цілих чисел. Звідси також {\displaystyle {\tilde {H}}_{2}(X)\simeq \mathbb {Z} .}
Образ відображення α відповідно теж є ізоморфним групі цілих чисел, як і образ і ядро відображення β.Як наслідок ядро і образ гомоморфізму ∂* теж є ізоморфним групі цілих чисел і відповідно {\displaystyle {\tilde {H}}_{1}(X)\simeq \mathbb {Z} \oplus \mathbb {Z} .}
Остаточно:
{\displaystyle {\tilde {H}}_{n}\left(S^{1}\times S^{1}\right)=\left\{{\begin{matrix}\mathbb {Z} \oplus \mathbb {Z} &n=1\\\mathbb {Z} &n=2\\0&n\neq 1,2\end{matrix}}\right.}

### Букет просторів

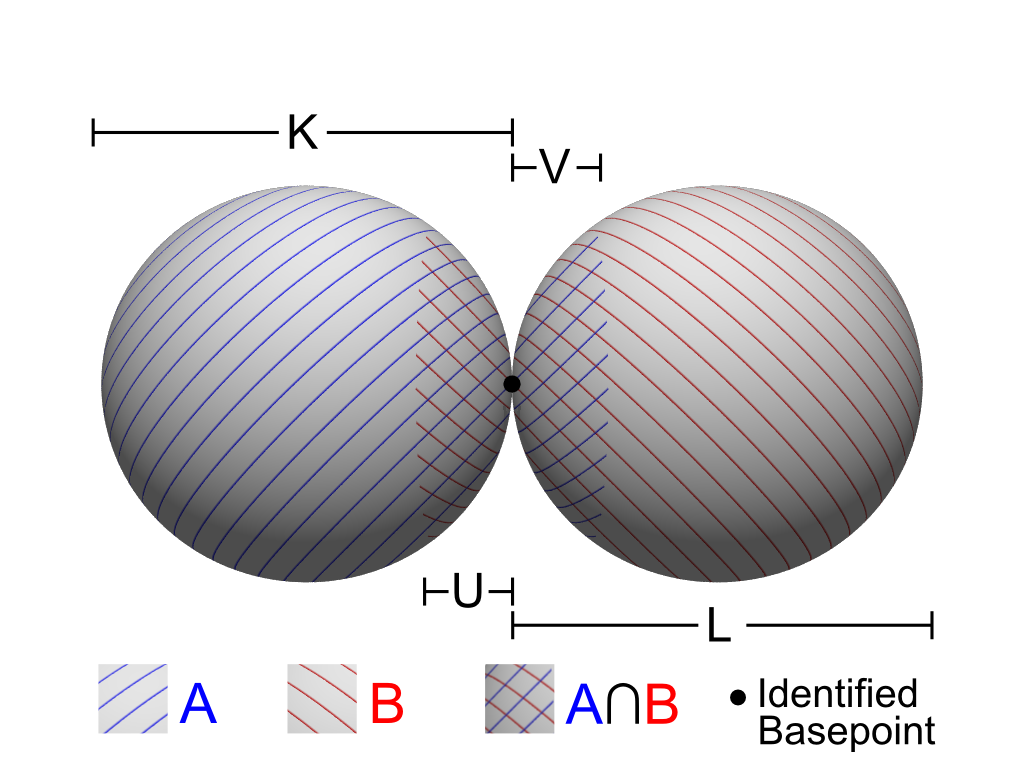
Розклад простору X — букета двох сфер сфер K and L. Цей розклад дозволяє обчислити гомологічну групу простору X.

Нехай X буде букет двох просторів K і L, і припустимо, крім того, що виділена точка є деформаційним ретрактом з відкритих околів U ⊂ K і V ⊂ L. Позначивши A = K∪V і B = U∪L одержуємо, що A∪B = X and A∩B = U∪V, які є стягуваними просторами згідно означень. Тоді із редукованої версії послідовності одержуємо:
{\displaystyle {\tilde {H}}_{n}(K\vee L)\cong {\tilde {H}}_{n}(K)\oplus {\tilde {H}}_{n}(L)}
для всіх розмірностей n.
На малюнку показаний букет двох сфер. Для цього конкретного випадку, використовуючи результат вище для 2-сфер:
{\displaystyle {\tilde {H}}_{n}\left(S^{2}\vee S^{2}\right)\cong \delta _{2n}\,(\mathbb {Z} \oplus \mathbb {Z} )=\left\{{\begin{matrix}\mathbb {Z} \oplus \mathbb {Z} &n=2\\0&n\neq 2\end{matrix}}\right.}

### Надбудови
Якщо простір X є надбудовою SY простору Y, нехай A і B позначають доповнення у X верхньої і нижньої вершин. Тоді X є рівним A∪B і A з B є стягуваними просторами. Перетин A∩B є гомотопно еквівалентним простору Y. Тому із послідовності Маєра — Вієторіса випливає, що для всіх n,
{\displaystyle {\tilde {H}}_{n}(SY)\cong {\tilde {H}}_{n-1}(Y)}

This decomposition of the suspension X of the 0-sphere Y yields all the homology groups of X.

На малюнку справа показано, що коло X є надбудовою простору Y двох точок. Загалом k-сфера є надбудовою (k − 1)-сфери і звідси знову можна отримати вираз для гомологічних груп сфер.

## Натуральність
Якщо ƒ є неперервним відображенням із X1 у X2, то існує гомоморфізм ƒ∗ гомологічних груп ƒ∗ : Hk(X1) → Hk(X2) і при цьому {\displaystyle (g\circ h)_{*}=g_{*}\circ h_{*}}.
Подібно, якщо X1 = A1∪B1 і X2 = A2∪B2 і для відображення ƒ виконуються умови ƒ(A1) ⊂ A2 іƒ(B1) ⊂ B2, тоді граничний гомоморфізм ∂∗ послідовності Маєра — Вієторіса комутує з ƒ∗. Інакше кажучи отримується така комутативна діаграма:
{\displaystyle {\begin{matrix}\cdots &H_{n+1}(X_{1})&\to &H_{n}(A_{1}\cap B_{1})&\to &H_{n}(A_{1})\oplus H_{n}(B_{1})&\to &H_{n}(X_{1})&\to &H_{n-1}(A_{1}\cap B_{1})&\to &\cdots \\&f_{*}{\Bigg \downarrow }&&f_{*}{\Bigg \downarrow }&&f_{*}{\Bigg \downarrow }&&f_{*}{\Bigg \downarrow }&&f_{*}{\Bigg \downarrow }\\\cdots &H_{n+1}(X_{2})&\to &H_{n}(A_{2}\cap B_{2})&\to &H_{n}(A_{2})\oplus H_{n}(B_{2})&\to &H_{n}(X_{2})&\to &H_{n-1}(A_{2}\cap B_{2})&\to &\cdots \\\end{matrix}}}